# Sergio De Giacinto
Sergio De Giacinto (Belluno, 5 marzo 1921 – Monza, 26 giugno 1989) è stato un pedagogista italiano.

Sergio De Giacinto.

Di estrazione popolare, De Giacinto studiò presso il Seminario arcivescovile di Milano e diventò sacerdote. Successivamente si laureò in Filosofia presso l'Università Cattolica di Milano e, sotto la guida di Aldo Agazzi, si avvicinò agli studi pedagogici. Difficile fu la sua carriera accademica: fu libero docente a Macerata e Ordinario di Pedagogia presso l'Università degli Studi di Parma.
Si occupò principalmente di epistemologia pedagogica, cercando prima di giungere ad una formalizzazione del discorso pedagogico e, successivamente, ritornando ad una concezione più ermeneutica del sapere dell'educazione. Tale parabola ha avuto il suo culmine nel 1977 con la pubblicazione di "Educazione come sistema", per sfociare poi in "Pedagogia come poesia", pubblicato postumo. Sugli stessi temi, curò l'edizione italiana di numerose opere straniere, anglosassoni e tedesche soprattutto.
Negli anni Ottanta partecipò anche al dibattito sull'insegnamento della religione nella scuola italiana, sostenendo una posizione (quella di un insegnamento obbligatorio ma non confessionale, di storia delle religioni) che non ebbe l'appoggio della Chiesa e che riuscì, alla fine, perdente.

## Opere
- L'educazione intellettuale universitaria (Brescia, La Scuola, 1962)
- Struttura dell'insegnamento (Napoli, Morano, 1966)
- Epistemologia pedagogica tedesca contemporanea (Brescia, La Scuola, 1974)
- Educazione come sistema (Brescia, La Scuola, 1977)
- L'isola delle parole trasparenti (Milano, Vita e Pensiero, 1983; ora Roma, Anicia, 2017)
- Letture di epistemologia pedagogica tedesca (Brescia, La Scuola, 1986)
- La religione scolastica (Brescia, La Scuola, 1987)
- Pedagogia come poesia (Parma, Istituto di Pedagogia dell'Università di Parma, 1993, postumo, a cura di E. Bardulla)
- Teoria e prassi in pedagogia (Brescia, La Scuola, s.d.)